# Jurand Ciechanów
MKS Jurand Ciechanów — stowarzyszenie działające w Ciechanowie. Klub piłki ręcznej został założony w 1957, przyjmując nazwę od opisanego przez Henryka Sienkiewicza bohatera powieści „Krzyżacy”. Barwami klubu są kolory: niebieski, biały i czerwony, umieszczone w herbie symbolizującym tarczę rycerską. Pomysłodawcami nadania tej nazwy byli Bonifacy Rutkiewicz, zasłużony działacz oraz Witold Rogalski zawodnik piłki nożnej.
Pierwszym Prezesem Juranda był Władysław Żmijewski. W poszczególnych okresach działalności Juranda funkcję Prezesa Klubu pełnili n/w działacze: Stanisław Marciniak, Zdzisław Barwiński, Tadeusz Woźniak, Aleksander Kopka, Bogusław Przyłuski, Grzegorz Grudziński, Ryszard Górecki, Stanisław Malinowski, Wojciech Zdun, Józef Finik, Bogusław Majewski, Zbigniew Moszczyński, Jerzy Niewiadomski, Zbigniew Milewski. Przez wiele lat swojej działalności Jurand prowadził niżej wymienione sekcje sportowe:
- piłka nożna,
- koszykówka,
- kolarstwo,
- piłka ręczna,
- boks,
- tenis stołowy,
- tenis,
- lekkoatletyka,
- piłka siatkowa.

Do najbardziej znanych wychowanków klubu należy zaliczyć:
- Marka Stopczyńskiego – reprezentanta Polski seniorów i uczestnika Młodzieżowych Mistrzostw Świata w piłce ręcznej „GALICI 89”
- Romana Tulwina – reprezentanta Polski juniorów w piłce ręcznej,
- Renatę Leleń – złotą medalistkę OOM – lekkoatletyka (kula)
- Tomasza Szostaka – złotego medalisty OOM – lekkoatletyka (dysk)
- Łukasza Wiśniowskiego - uczestnik młodzieżowych Mistrzostw Świata i Europy w kolarstwie szosowym
- Przemysława Krajewskiego - brązowego medalisty Mistrzostw Świata w piłke ręczną 2015

Nową tradycją klubu stało się przyjęcie jego hymnu.
W dniu 11 października przed meczem piłki Ręcznej II ligi w hali sportowej SP 7, wysłuchano premierowego nagrania hymnu klubowego.
Autorem hymnu jest Wojciech Gęsicki a w nagraniu brał udział chór SINE NOMINE.
Głównym celem klubu jest praca z dziećmi i młodzieżą w ramach zajęć pozalekcyjnych oraz podnoszenie poziomu sportowego zespołów biorących udział w zawodach lokalnych i ogólnokrajowych. Obecnie prowadzone jest szkolenie zawodników w dwóch sekcjach:
- piłka ręczna mężczyzn,
- kolarstwo mężczyzn.

Klub w 2013 roku ogłosił upadłość, co za tym idzie został rozwiązany. W 2017 został jednak reaktywowany. Swoje mecze rozgrywa w I lidze

## Sekcja piłki ręcznej
Najbardziej znaną dyscypliną seniorów to piłka ręczna, ponieważ Ciechanowscy szczypiorniści zapewnili sobie awans do najwyższej klasy rozgrywkowej piłki ręcznej: PGNiG Superligi. Jest to historyczne osiągnięcie, gdyż jeszcze nigdy zespół z Ciechanowa nie reprezentował miasta w najwyższej lidze.
Kadra zawodnicza na sezon 2011/2012:
| Nr | Imię i nazwisko      | Data urodzenia            | Wzrost | Waga | Pozycja      | Były klub                          |
| -- | -------------------- | ------------------------- | ------ | ---- | ------------ | ---------------------------------- |
| 5  | Konrad Rurarz        | 14 kwietnia 1983(dts)     | 179    | 75   | skrzydłowy   | AZS AWF Biała Podlaska             |
| 8  | Damian Piórkowski    | 21 października 1988(dts) | 189    | 88   | rozgrywający | Piotrkowianin Piotrków Trybunalski |
| 6  | Maciej Jeżyna        | 25 października 1991(dts) | 175    | 74   | skrzydłowy   | KŚ AZS Politechnika Radomska       |
| 9  | Michał Prątnicki     | 4 stycznia 1987(dts)      | 183    | 89   | rozgrywający | wychowanek                         |
| 11 | Piotr Kraszewski     | 18 czerwca 1992(dts)      | 182    | 92   | rozgrywający | wychowanek                         |
| 12 | Marcin Krajewski     | 26 października 1983(dts) | 188    | 94   | bramkarz     | wychowanek                         |
| 13 | Sławomir Dmowski     | 3 lutego 1987(dts)        | 182    | 95   | obrotowy     | wychowanek                         |
| 14 | Łukasz Jurkiewicz    | 17 lipca 1989(dts)        | 184    | 87   | rozgrywający | wychowanek                         |
| 19 | Rafał Krajewski      | 13 września 1990(dts)     | 172    | 69   | skrzydłowy   | wychowanek                         |
| 35 | Rafał Grzybowski     | 22 października 1990(dts) | 193    | 95   | bramkarz     | wychowanek                         |
| 10 | Tomasz Klinger       | 22 marca 1991(dts)        | 186    | 91   | skrzydłowy   | Orlen Wisła Płock                  |
| 7  | Adrian Piórkowski    | 1 lipca 1987(dts)         | 188    | 85   | skrzydłowy   | Orlen Wisła Płock                  |
| 23 | Damian Malandy       | 28 czerwca 1982(dts)      | 187    | 96   | obrotowy     | Wójcik Meble-Techtrans Elbląg      |
| 22 | Marek Wróbel         | 26 sierpnia 1985(dts)     | 190    | 90   | bramkarz     | Wójcik Meble-Techtrans Elbląg      |
| 4  | Oleg Semenov         | 16 września 1982(dts)     | 196    | 97   | rozgrywający | Azoty-Puławy                       |
| 84 | Mindaugas Tarcijonas | 20 września 1984(dts)     | bd     | bd   | obrotowy     | Politechnika Radomska              |